# Toyota FT-86

## Histoire

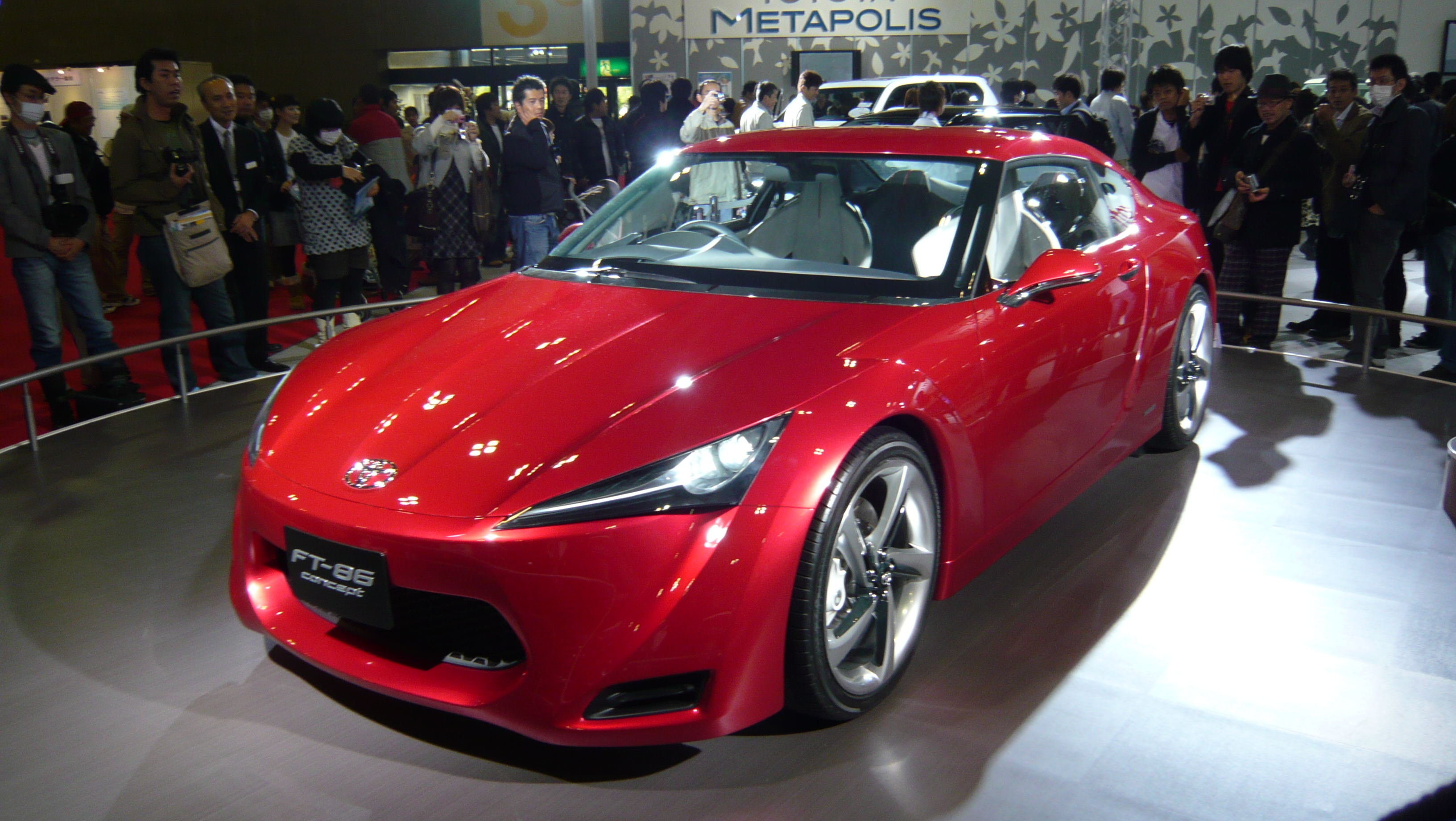
FT-86

La Toyota FT-86 est le premier concept-car présenté lors du salon de Tokyo en 2009. Il est dessiné par le bureau de style de Toyota en France, ED². En 2010 la Toyota FT-86 G Sports Concept est présentée, puis au salon de Genève en 2011 le dernier concept apparaît sous l’appellation FT-86 II. Le modèle sera commercialisé aux États-Unis sous la marque Scion FR-S et chez Subaru comme Subaru BRZ. Le nom de code donné par Toyota signifie "Futur Toyota 86" en l’honneur de la Corolla AE86. Cette automobile aura pour dure tâche de succéder aux regrettées Celica, Supra et Corolla AE86. Celles-ci étant les dernières vraies sportives produites par Toyota.

## Moteur
Il s'agit d'un 2 litres boxer (à plat) à haut régime et d'environ 200 chevaux, il sera basé sur le bloc Subaru EJ20. L'intérêt de ce bloc à plat est d'abaisser le centre de gravité pour améliorer le plaisir de conduite, mais aussi pour permettre de faire un capot avant très plongeant. Un nouveau type d'injection est développé par Toyota spécialement pour ce modèle: le D-4S (injection directe et indirecte). L'échappement sera fourni par Yamaha, collaborateur récurrent de Toyota sur les moteurs essence plus particulièrement.

## Châssis
Ce sera une propulsion avec moteur en position avant. Le tout sera accouplé à une boîte manuelle 6 rapports, un différentiel à glissement limité (LSD) et un antipatinage entièrement déconnectable. Le centre de gravité devrait être le plus bas du marché actuel.

## Design
Développée dans son bureau de style ED² à Sophia-Antipolis sur la côte d’azur. Le tableau de bord possèdera des emplacements prévus pour pouvoir facilement souder un arceau cage (réservé à la compétition).

## Du prototype au modèle de série
En 2012, Toyota a officialisé la commercialisation en série de la GT-86 (nommée 86 au Japon, FR-S chez Scion et BRZ chez Subaru).
Le modèle de série sera disponible en France vers juillet 2012 à un prix unique de 29 900 €.
La GT-86 sera équipée de : différentiel à glissement limité, jantes alliage 17" exclusives, phares au xénon, antibrouillards, allumage automatique des phares, climatisation automatique bizone, régulateur de vitesse, sièges avant sport, système Toyota Touch et ouverture/fermeture des portes et démarrage sans clé. 
La GT-86 sera animée par un moteur 4 cylindres à plat, 2,0 litres essence à double injection directe et indirecte D-4S pour 200 ch à 7 000 tr/min et 205 N m à 6 400 tr/min le tout avec une transmission à propulsion.
Toyota renoue donc avec les coupés sportifs, 6 ans après l’arrêt de la Celica.